# 内森·特沃德尔
内森·特沃德尔（英語：Nathan Twaddle，1976年8月21日—），新西兰男子赛艇运动员。他曾代表新西兰参加2004年和2008年夏季奥林匹克运动会赛艇比赛，其中2008年奥运会获得一枚铜牌。